# Alacarte
Para la expresión francesa "A la carta", vea À la carte.
Alacarte (previamente llamado Menú de edición simple para GNOME o por sus siglas en inglés SMEG) es un editor de menú para el escritorio GNOME. Es parte de GNOME desde la versión 2.16.
El menú "Lugares" no se puede editar con Alacarte. Para modificarlo un poco se puede hacer con esto:
```
$gedit ~/.gtk-bookmarks
```

o usando gconf-editor (p.ej. /system/storage/drives/_org_freedesktop_.../mount_options).

## Enlaces
- Alacarte: GNOME's long overdue menu editor. By Bruce Byfield on September 19, 2006
- Customizing Menus. GNOME 2.14 Desktop System Administration Guide

- Datos: Q1331023
- Multimedia: Alacarte / Q1331023